# Ulistnienie

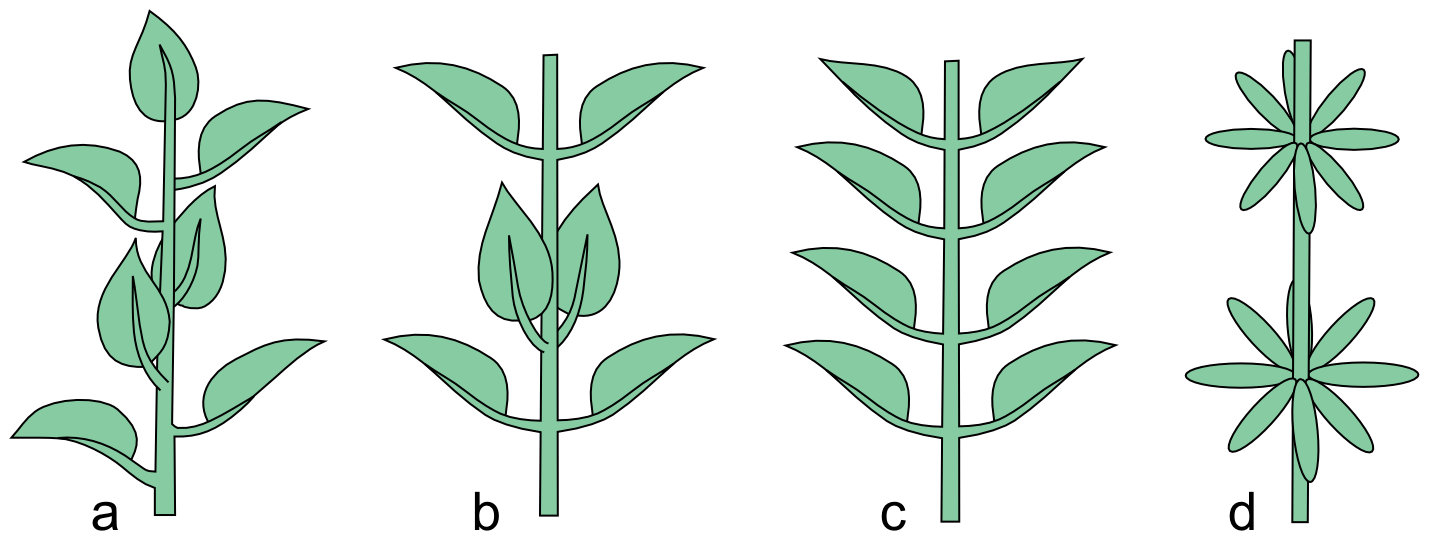
Ulistnienie: a. skrętoległe, b. nakrzyżległe, c. naprzeciwległe, d. okółkowe

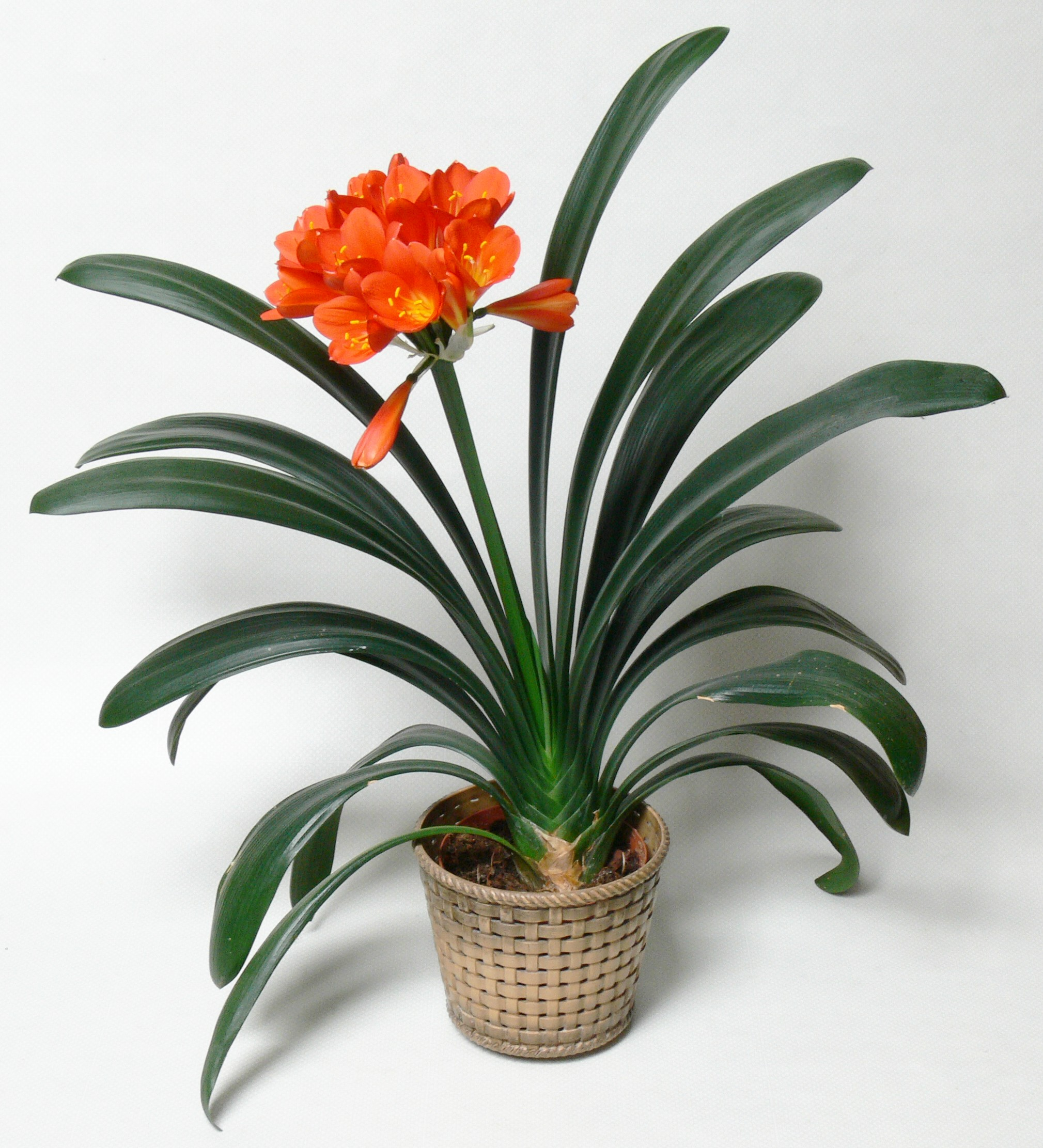
Ulistnienie naprzemianległe u kliwii cynobrowej

Ulistnienie, filotaksja – regularny układ liści na łodydze roślin, stały dla poszczególnych gatunków. Różne schematy ulistnienia wyróżnia się na podstawie liczby liści wyrastających z poszczególnych węzłów i ich ułożenia względem siebie. Czynnikiem ekologicznym determinującym układ liści na łodydze jest dążenie do optymalnego wykorzystania światła, w tym poprzez unikanie wzajemnego ocieniania się przez liście.  
Ulistnienie okółkoweWystępuje u roślin, u których z węzła wyrasta więcej niż jeden liść. W zależności od liczby liści wyrastających z węzła wyróżnia się okółki dwulistne, trójlistne, czterolistne itd. W przypadku okółków złożonych z dwóch liści wyrastających naprzeciw siebie – układ taki nazywa się ulistnieniem naprzeciwległym. Gdy takie pary liści ułożone są w kolejnych węzłach pod kątem prostym względem siebie mówi się o ulistnieniu nakrzyżległym. W tej odmianie dwulistnego ulistnienia okółkowego liście wyrastają w czterech prostnicach (ortostychach), czyli w czterech umownych liniach biegnących wzdłuż łodygi przez nasady liści.
Ulistnienie skrętoległe (helikalne)Występuje wówczas, gdy liście wyrastają pojedynczo kolejno w linii mającej kształt helisy, zwanej helisą genetyczną lub spiralą genetyczną. Układ liści skrętoległych opisywany jest za pomocą ułamka zwanego dywergencją. Jego licznik wyraża liczbę obrotów helisy dookoła łodygi występujących między dwoma liśćmi rosnącymi w jednej prostnicy (pionowo nad sobą). W mianowniku wstawia się liczbę liści wyrastających na helisie pomiędzy liśćmi znajdującymi się na jednej prostnicy. Najprostszy układ skrętoległy określany jest mianem ulistnienia naprzemianległego (dwuszeregowego, distychia). Występuje u roślin, u których liście wyrastają na helisie na przemian po dwóch stronach łodygi w dwóch prostnicach (tak jest np. u traw). Liczba obrotów helisy wokół łodygi pomiędzy dwoma liśćmi rosnącymi w tej samej prostnicy należy zwykle do liczb Fibonacciego (1, 2, 3, 5, 8, 13, 21...).